# Franz II. Batthyány

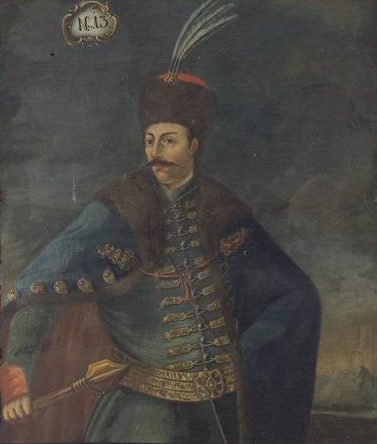
Graf Franz II. Batthyány

Graf Franz II. Batthyány (* 26. Juli 1573 (nicht 1577); † 13. September 1625) war ein ungarischer Adeliger aus der Magnatenfamilie Batthyány. Er war Herrschaftsinhaber von Gebieten, die sich heute über das südliche Burgenland und Teile Ungarns und Sloweniens erstrecken.

## Leben

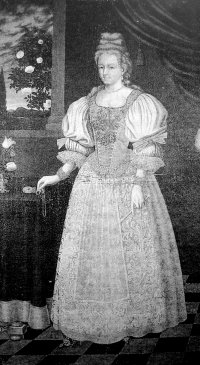
Ehefrau Eva Poppel-Lobkowitz

Franz Batthyány war der einzige Sohn Balthasar III. Batthyánys und der Gräfin Dorothea Zrinyi. Er wuchs zunächst in Güssing und später als Edelknabe am Hof Kaiser Rudolfs II. in Prag auf. 1603 wurde er in den Freiherrenstand erhoben. Er war Kammerherr der Kaiser Rudolf II., Matthias und Ferdinand II., königlicher Oberstallmeister (Verleihung 1608) und Obergespan (verliehen 1609) des Komitats Ödenburg.
Batthyány war oberster Feldhauptmann in Niederungarn. Im Zuge des Österreichischen Türkenkriegs kämpfte Batthyány auf der Seite der Habsburgermonarchie 1593 bei Gran, 1595 bei Stuhlweißenburg und 1602 bei Kanizsa gegen die Osmanen. Für seine Verdienste in diesem Krieg wurde er 1603 in den Grafenstand erhoben. 1605 fielen die Osmanen in das Herrschaftsgebiet Batthyánys ein, verwüsteten das Land und verschleppten Teile der Bevölkerung in Gefangenschaft. Batthyány verteidigte seine Gebiete und erhielt dafür von Kaiser Rudolf II. die Herrschaft Körmend.
1607 heiratete er in Neuhaus die, aus altem böhmischen Adel stammende, Eva Poppel-Lobkowitz (ca. 1585–1640). Durch diese Heirat kam er unter anderem in den Besitz der Herrschaften Neuhaus, St. Gotthard, Rakicsán und Bicske. Mit seiner Frau lebte er in Güssing und hatte mit ihr drei Söhne und drei Töchter. Der älteste Sohn Balthasar (* 1607 oder 1608) starb mit 14 Jahren. Ádám wurde der Nachfolger von Franz Batthyány als Herrschaftsinhaber und spielte in seinem Herrschaftsbereich eine bedeutende Rolle im Zuge der Gegenreformation. Der jüngste Sohn Gabriel (* 1623) starb im Alter von elf Monaten. Die Töchter waren Maria Magdalena († 1664), verheiratet in erster Ehe mit Graf Ladislaus Csáky, sowie Elisabeth, Gattin Graf Georg Erdődys, und Barbara, verheiratet mit dem jüngeren Grafen von Forgács.
Bei der Krönung Ferdinands II. 1618 zum König von Ungarn trug Batthyány das Schwert des Heiligen Stephan.
1620 kämpfte Franz Batthyány, der Calviner war an der Seite des ungarischen und protestantischen Gábor Bethlen in einem antihabsburgischen Aufstand gegen den Kaiser. Er sah die Religionsfreiheit gefährdet und setzte sogar eine türkische Hilfstruppe aus Kanizsa in den Kämpfen ein. Nach dem Frieden von Nikolsburg setzte sich der Erzbischof von Esztergom Péter Pázmány, der mit Batthyány in freundschaftlichen Beziehungen stand, für Batthyány beim Kaiser ein und Batthyány wurde wieder in die Gnade des Kaisers aufgenommen.
Franz Batthyány galt zeit seines Lebens als Schutzherr der Protestanten. Er starb am 13. September 1625 in Schlaining. Die Beisetzung fand am 2. November 1625 in der Franziskanerkirche in Güssing statt.